# Societat anònima
La societat anònima (S.A.) és una societat mercantil en la qual el capital és dividit en accions i integrat per les aportacions dels accionistes, els quals no respondran personalment dels deutes socials. Tots els accionistes tenen els mateixos drets, en proporció a les accions que posseeixen, i participen en la direcció a través de llur intervenció en els òrgans de la societat.
De totes les diferents formes de societats mercantils que existeixen, cap altra té la rellevància de la societat anònima. La divisió del capital en accions, la mobilitat d'aquestes gràcies a llur incorporació en títols negociables i la limitació individual del risc al capital representat per les accions posseïdes, han fet de la societat anònima l'instrument jurídic preferit per dur a terme les empreses més arriscades i costoses, i el més apte per aconseguir la contribució de l'estalvi privat al desenvolupament econòmic. S'ha convertit així, la societat anònima, en l'instrument més eficaç del sistema econòmic mundial.

## Història
L'origen de la societat anònima està lligat a les companyies creades al segle xvii per al comerç amb les colònies d'Amèrica i Àsia. La primera societat anònima de la història va ser la Companyia holandesa de les Índies Orientals, creada el 1602 amb el tot seu capital social dividit en accions. Posteriorment, també als Països Baixos, es creà la Companyia de les Índies Occidentals (1612). La seva homòloga anglesa va ser creada el 1621, essent seguida per companyies similars a França i altres països europeus.
Aquestes companyies eren ben diferents de les actuals societats anònimes. Es tractava d'entitats semipúbliques, creades pels governants dels quals rebien privilegis monopolístics, alhora que aquests governants es reservaven una participació en els beneficis i una certa intervenció o control constant en els assumptes socials.
L'evolució cap a la forma actual de la societat anònima s'inicia a partir de la Revolució Francesa sota la pressió dels postulats del capitalisme liberal. En el Codi de Comerç napoleònic de 1807, la societat anònima ja no és fundada per l'Estat sinó per voluntat del accionistes, sens perjudici de quedar supeditada la creació a la prèvia concessió o autorització governativa. Aquest sistema de prèvia autorització no va desaparèixer fins a la segona meitat del segle xix, i va ser substituït per un sistema de lliure constitució de les societats. La llei francesa de 1867 fou la primera a optar per aquest segon sistema.

## Característiques
Hi ha una sèrie de característiques fonamentals comunes a les diverses legislacions on la institució de la societat anònima existeix i que permeten distingir-la respecte d'altres societats. Aquestes característiques són les següents:
- És una societat capitalista, constituïda intuitu pecuniae.
- És una societat per accions, en què el capital haurà d'estar necessàriament dividit en parts alíquotes, les accions, que atorguen a llur titular la condició de soci.
- És una societat de responsabilitat limitada, en què el soci s'obliga a aportar a la societat l'import de les accions que hagi subscrit, però sense que això comporti per a ell cap responsabilitat personal pels deutes socials.

## Fundació de la societat anònima
La forma com es crea una societat anònima varia entre els diferents ordenaments jurídics. Mentre que alguns només preveuen l'existència d'un únic procediment de constitució, d'altres en preveuen més d'un. Aquesta última opció és la seguida pels legisladors espanyol i francès.
La Llei de Societats Anònimes espanyola de 1989 contempla dos procediments de fundació: la fundació simultània i la fundació successiva (també coneguda com a fundació per subscripció pública de les accions), encara que aquesta última gairebé no es fa servir per la seva gran complexitat. Quant a la legislació francesa, la llei de 24 de juliol de 1966 preveu la creació de la societat anònima mitjançant appel public à l'épargne ("crida pública a l'estalvi" en català), l'equivalent a la fundació successiva a Espanya. L'altra opció és fundar la S.A. sense aquest appel public à l'épargne, un sistema força similar a la fundació simultània espanyola.

## Capital social
Per la naturalesa de la societat anònima, el capital juga dins aquesta una funció d'extraordinària importància. Totes les societats es constitueixen amb un capital determinat, l'import del qual, en dret espanyol i francès, haurà de figurar necessàriament en l'escriptura fundacional com a menció inexcusable dels estatuts. Així doncs, als estatuts que hauran de regir el funcionament de la societat hi figurarà també la menció del capital social. L'import d'aquest capital representarà la suma total dels respectius valors nominals de les accions en què estigui dividit.
Ara bé, cal no confondre els conceptes de «capital» i «patrimoni» socials. Stricto sensu, el concepte de capital social fa referència únicament a la xifra escripturada, suma dels valors nominals de les accions que a cada moment tingui emeses la societat. Per la seva banda, el concepte de patrimoni social es refereix al conjunt de drets i obligacions de valor pecuniari pertanyents a la societat. En el moment de fundar-se la societat és freqüent que coincideixin l'import del capital i del patrimoni, en estar aquest últim integrat pels fons que els accionistes han posat o s'han obligat a posar en la societat. Aquesta coincidència inicial, però, desapareix quan la societat comença la seva activitat econòmica, ja que les vicissituds de l'empresa repercuteixen necessàriament sobre el patrimoni de l'entitat, sia de forma positiva, sia de forma negativa, fent que aquest augmenti o disminueixi, mentre que la xifra del capital roman invariable. Només podria ser modificada mitjançant acord social d'augment o reducció del capital pres d'acord amb les formalitats exigides per la llei.
Les diferents legislacions nacionals normalment exigeixen la subscripció d'un capital mínim. Aquesta exigència respon al propòsit d'evitar que s'utilitzi la forma de societat anònima per part de les petites empreses. L'import d'aquest capital mínim varia en funció dels països, essent de 60.101 € a Espanya (la Llei de Societats Anònimes espanyola encara fa servir la pesseta, per la qual cosa l'article 4, que fa referència al capital social mínim, diu literalment «deu milions de pessetes») i de 30.050,60 € al Principat d'Andorra.
A França, el capital social mínim exigit per a constituir una societat anònima varia en funció de si la societat en qüestió ha fet o no una "crida pública a l'estalvi" (appel publique à l'épargne en francès). En cas que així hagi estat, el capital mínim haurà de ser de 225.000 €. Si aquesta crida pública no s'ha fet, el capital mínim exigit és de només 37.000 €, i la societat rep llavors el nom de société par actions simplifiée ("societat per accions simplificada" en català).
Quant a altres estats europeus, la società per azioni italiana ha de tenir un capital mínim de 120.000 €, la societat anònima belga un de 61.500 € i la suïssa un de 100.000 francs suïssos (63.371,36 € segons el tipus de canvi del dia 25 de juliol de 2006).

## Òrgans de la SA
La societat anònima, com a persona jurídica que és, necessita persones físiques per a actuar o expressar la seva voluntat. Aquestes persones poden ser els mateixos accionistes reunits en junta general o bé altres persones, que poden no ser accionistes, i als quals la societat nomena o contracta com als seus administradors.
Als països de dret civil hom troba, grosso modo, dos sistemes d'òrgans possibles: d'una banda, el sistema d'òrgans francès tradicional, i de l'altra, el sistema germànic. En el sistema francès, que regeix, entre d'altres estats, a França i Espanya, hom pot distingir dos òrgans: la Junta General i els administradors. En canvi, en el sistema germànic hi ha tres òrgans: la Junta General, el Consell de Vigilància i el Directori, assumint aquest últim l'administració efectiva de la societat, i és elegit i controlat pel Consell de Vigilància.

## Denominacions de la SA en el dret comparat

### Estats europeus
- Alemanya, Àustria i Liechtenstein: Aktiengesellschaft (AG)
- Andorra: Societat anònima (S.A.)
- Bèlgica: Naamloze vennootschap (en neerlandès) / Société anonyme (en francès)
- Dinamarca: Aktieselskab
- Eslovàquia: Akciová spoločnosť
- Espanya: Sociedad anónima (S.A.)[2]
- Estònia: Aktsiaselts
- Finlàndia: Julkinen osakeyhtiö (en finès) / Publikt aktiebolag (en suec)
- França i Luxemburg: Société anonyme (S.A.)
- Grècia: Anonymos eteria (AE)
- Hongria: Részvénytársaság (Rt.)
- Irlanda: Public limited company (en anglès) / Cuideachta phoiblé the (cpt) (en gaèlic)
- Islàndia: Hlutafelag (HF)
- Itàlia: Società per azioni (S.p.A.)
- Malta: Kumpaniji pubblici (en maltès) / Public limited liability company (en anglès)
- Mònaco: Société anonyme monégasque (S.A.M.)
- Països Baixos: Naamloze Vennootschap (N.V.)
- Polònia: Spółka Akcyjna
- Portugal: Sociedade anónima (S.A.)
- Regne Unit: Public limited company (PLC)[3]
- Suïssa: Aktiengesellschaft (en alemany) / Société anonyme (en francès) / Società anonima (en italià)
- Txèquia: Akciová společnost
- Ucraïna: n'hi ha tres formats: 
  - Вiдкрите акцiонерне товариство o ВАТ (transcrit: Vidkrite aktsionerne tovaristvo, VAT, traduït: Societat anònima oberta).
  - Закрите акцiонерне товариство o ЗАТ (transcrit: zakrite aktsionerne tovaristvo, ZAT, traduït: Societat anònima tancada).
  - Державне акціонерне товариство o ДАТ (transcrit: Derjavne aktsionerne tovaristvo, DAT, traduït: Societat anònima pública o estatal).

### Estats africans
- Estats membres de l'OHADA:[4] Société anonyme (S.A.)
- Maurici, Seychelles i Sud-àfrica: Public company limited by shares

### Estats americans
- Brasil: Sociedade anônima (S.A.)
- Diversos estats d'Hispanoamèrica:[5] Sociedad anónima (S.A.)
- Estats Units i Canadà: Corporation
- Perú: Sociedad anónima abierta
- República Dominicana: Sociedad por acciones
- Surinam: Naamloze vennootschap (N.V.)

### Estats asiàtics
- Japó: Kabushiki kaisha (K.K.)
- Malàisia: Berhad (Bhd)
- Turquia: Anonim şirket (A.S.)

### Estats oceànics
- Austràlia: Company limited by shares